# Фареро-Шетландський жолоб
61°28′36.1″ пн. ш. 3°21′10.2″ зх. д. / 61.476694° пн. ш. 3.352833° зх. д.

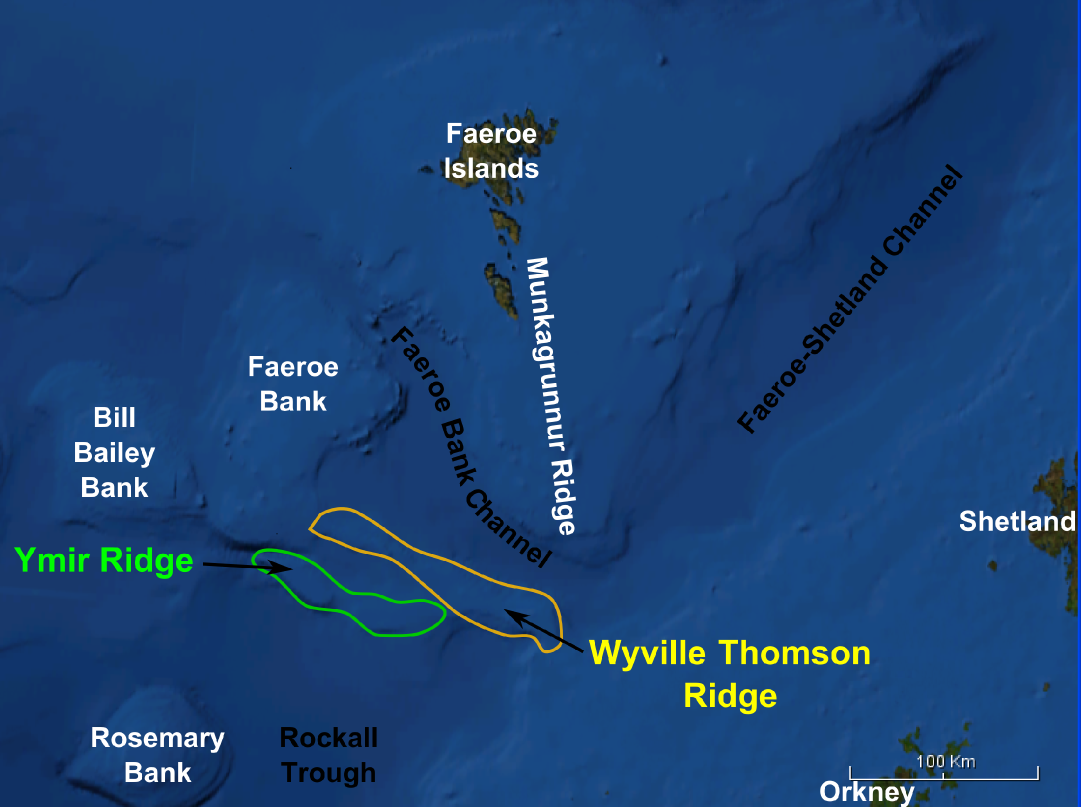
Карта батиметричних особливостей
північно-східної Атлантики
(Фареро-Шетландський жолоб)
біля берегів Шотландії

Фареро-Шетландський жолоб (канал), (англ. Faroe–Shetland Channel) — видовжене заглиблення дна між Фарерськими та Шетландськими островами, від чого і отримало свою назву.

## Географічне положення
Фареро-Шетландський канал є рифтовим утворенням дна північно-східної Атлантики між Шетландськими і Фарерськими островами, що прорізає на глибину до 1900 метрів дно шельфу цих островів. Глибина дна шельфу по сторонам каналу здебільшого становить 200 метрів.
Вперше це було відзначено Чарльзом Вайвіллом Томсоном у середині ХІХ століття

## Гідробіологія
З 2014 року частини каналу, що лежать у берегових водах Шотландії, згідно з Британським Об'єднаним комітетом з охорони природи (англ. JNCC — Joint Nature Conservation Committee) були визнані Особливими Морськими Заповідними Зонами (англ. MPA — Marine Protected Area):
- Фареро-Шетландський губчастий пояс (англ. Faroe-Shetland Sponge Belt) має площу 5 278 км²[1]] у морському регіоні, де змішання відносно тепліших північноатлантичних вод з мілководдям до майже нульової глибини Норвезького моря призводить до буяння різноманітного морського життя, включаючи поля повільно зростаючих глибоководних губок, які стали ключовими для визнання цієї ділянки Морською Заповідною Зоною (МРА). Губки, знайдені на схилах протоки на глибинах від 400 до 600 м, забезпечують захищене середовище існування, яке підтримує таких істот, як морські зірки, приземкуваті лобстери і морські їжаки. Піщано-гравійне русло каналу забезпечує необхідним для існування, такого їстівного молюска як океанічний квагог (Arctica islandica). Тривалість життя цього великого і повільно зростаючого молюска перевищує 400 років, через що він вважається однією з найстаріших живих тварин на Землі[1]}.
- Північно-східний Фареро-Шетландський канал (англ. North-east Faroe-Shetland Channel) має площу 23 682 км² на крайньому північному краю морського району Шотландії. Ця частина русла визнчається важливим міграційним шляхом для морських ссавців, таких як фінвали та кашалоти. Ця частина русла також відзначається своїми геологічними особливостями, які включають серію глибоководних грязьових вулканів, відомих як діапіри [2].

## Гідрологія
Крайові моря в найпівнічнішій частині Атлантичного океану відіграють фундаментальну роль у перенесенні водних мас між Арктичними морями та Північною Атлантикою, яка є ключовим рушієм циркуляції Атлантичного меридіонального кругообігу. Холодна, щільна вода, що тече на південь з високих широт, стримується Гренландсько-Шотландським хребтом, який утворює бар'єр із лише декількома проходами, достатньо глибокими, щоб дозволити перелив у Північну Атлантику.
Одним з основних шляхів цього обміну водної маси є Фареро-Шетландський канал. В південно-західному напрямку, цим глибоким жолобом, в придонних його шарах, тече з Арктики холодна, щільна вода. Пройшовши між Фарерськими та Шетландськими островами, наштовхнувшись на хребет (поріг) Вайвілла Томпсона, вона повертає на північний захід у канал Фарерської банки (англ. Faroe Bank Channel). Верхні ж течії Фареро-Шетландського каналу несуть в протилежному напрямку теплу воду атлантичного походження в Арктику, забезпечуючи трохи менше половини загального масового потоку і трохи більше половини всього транспорту тепла атлантичного походження в Арктику.

## ГІСК прохід
З точки зору міжнародної військової стратегії канал є частиною так званого ГІСК проміжку (коридору) (англ. GIUK gap), в сукупності являючи собою достатньо вузький, щоб бути контрольованим, прохід з Атлантики до Арктики, який набув сучасного стратегічно важливого бачення з початку XX століття. Назва GIUK є абревіатурою від назв країн — Ґренландії (G), Ісландії (I) та Сполученого Королівства (UK).

## Див.також
Поріг Вайвілла Томсона